# نايف الشيباني
نايف منيف الشيباني لاعب كرة قدم سعودي ولد عام 1983م بدأ مشواره الكروي مع النادي الاهلي في عام 1999م
وفي عام 2001م انتقل إلى نادي الشعلة السعودي بالخرج لمدة عامين ليعود بعدها إلى بيته الأول النادي الاهلي السعودي
وفي موسم 2005-2006 انتقل لنادي الحزم و استمر معه 3 مواسم ليختتم مشواره الكروي مبكرا مع نادي أبها في 2009م
و سبق له تمثيل منتخب المدارس السعودي في عام 1998م